# Hatfield (Massachusetts)
Hatfield es un pueblo ubicado en el condado de Hampshire en el estado estadounidense de Massachusetts. En el Censo de 2010 tenía una población de 3.279 habitantes y una densidad poblacional de 75,2 personas por km².

## Geografía
Hatfield se encuentra ubicado en las coordenadas 42°23′38″N 72°37′3″O / 42.39389, -72.61750. Según la Oficina del Censo de los Estados Unidos, Hatfield tiene una superficie total de 43.61 km², de la cual 41.2 km² corresponden a tierra firme y (5.51%) 2.4 km² es agua.

## Demografía
Según el censo de 2010, había 3.279 personas residiendo en Hatfield. La densidad de población era de 75,2 hab./km². De los 3.279 habitantes, Hatfield estaba compuesto por el 97.47% blancos, el 0.67% eran afroamericanos, el 0.09% eran amerindios, el 0.52% eran asiáticos, el 0% eran isleños del Pacífico, el 0.52% eran de otras razas y el 0.73% pertenecían a dos o más razas. Del total de la población el 1.43% eran hispanos o latinos de cualquier raza.